# Língua dolgan
A língua dolgan é uma língua turcomana falada por cerca de cinco mil pessoas da etnia dolgan na Península de Taimir na Rússia.

## Classificação
Dolgan é parte da família das línguas turcomanas Setentrionais, junto com a língua mais relacionada a língua iacuta (Sakha Yakut). Do mesmo modo que o finlandês, o húngaro e o turco, o dolgan apresenta harmonia vocálica, é língua aglutinante, não tendo gênero gramatical. A ordem das palavras é sujeito-objeto-verbo.

## Nota

### Externa
- Ethnologue - Dolgan